# Crying
"Crying" és una cançó escrita per Roy Orbison i Joe Melson per al tercer disc d'estudi d'Orbison del mateix nom (1962). Es va publicar el 1961, i va arribar al número 2 de les llistes dels Estats Units. La versió que en va fer el 1980 Don McLean va arribar al número 1 al Regne Unit.

## Composició
Dave Marsh descriu la cançó com a "rock-bolero" amb "cordes esclatants, bombos martellejats, un cor fantasmal, el rasgueig tranquil d'una guitarra, [i] un pensament de marimba". Billboard hi observa una "lectura expressiva" de la balada amb gust de "country."

## Publicació i impacte
La cançó es va publicar com a senzill de 45-rpm per Monument Records el juliol de 1961 i va arribar al número 1 dels Estats Units en la llista de Cashbox durant una setmana el set d'octubre de 1961. A la revista rival Billboard Hot 100 va arribar al número 2, al darrere de "Hit the Road Jack" de Ray Charles i la seva orquestra. Malgrat no haver arribat al màxim, Billboard la va classificar com a quarta millor cançó de 1961.
El 2002, "Crying" va rebre un Premi Grammy Hall of Fame Award. El 2010, Rolling Stone la va classificar en la posició 69 de la seva llista de les 500 millors cançons de tots els temps.

## Versió de Don McLean
La gravació que en va fer Don McLean va arribar al número 5 del Billboard Hot 100 a principis de 1981. També va arribar al número 2 de la llista "adult contemporani" i número 6 de country. Encara va anar millor al Regne Unit, on va arribar al número 1, estant-s'hi tres setmanes. McLean va treure un àlbum el 1981; no obstant, "Crying" s'havia tret del seu àlbum de 1978, Chain Lightning. Va convertir-se en el seu segon èxit més gran als Estats Units.

## Versió de Roy Orbison amb k.d. lang
Orbison va tornar a gravar la cançó en forma de duet amb k.d. lang per a la banda sonora de la pel·lícula Hiding Out i la va publicar com a senzill el 1987. La seva col·laboració va aconseguir el Grammy per a millor col·laboració country amb veu. Va arribar al número 2 al país nadiu de Lang, el Canadà, però als Estats Units va ser un èxit menor, arribant al número 28 de la llista Adult Contemporary de Billboard i al 42 a la de Hot Country Singles. Va tenir més sort al Regne Unit (número 13) i Irlanda (número 9) el 1992. El 1993, la cançó va tornar a entrar en llistes als Estats Units, però no va passar de la posició 40.